# Å (Szwecja)
Å (wymowa: o) to wieś i parafia w gminie Norrköping w krainie Östergötland w południowo-wschodniej Szwecji. Wieś ta ma około 200 mieszkańców.

## Informacje
Etymologia nazwy wiąże się ze szwedzkim słowem å oznaczającym potok lub rzeczka.
Dzięki swojej jednoliterowej nazwie wieś zyskała popularność wśród turystów, którzy przyjeżdżają tutaj, aby zrobić sobie zdjęcie z tabliczką z jej nazwą: Å. Tabliczka ta jest także często niszczona przez niezadowolonych z dużej liczby turystów mieszkańców wsi.
Powierzchnia wsi wynosi 24,86 kilometrów kwadratowych. Znana jest z pozostałości z epoki kamienia oraz epoki żelaza w swoich okolicach. 